# Knoppix
Knoppix è una distribuzione GNU/Linux, derivata da Debian, famosa per il fatto di essere una delle più complete tra le distribuzioni Live CD. Creata da Klaus Knopper, comprende un sistema avanzato di riconoscimento hardware, che le permette di essere lanciata su quasi tutti i sistemi con architettura x86; questa sua caratteristica ne fa uno strumento usato diffusamente per il recupero di sistemi danneggiati e/o compromessi. Comunque, sebbene Knoppix sia una distribuzione nata principalmente per essere utilizzata come Live CD, può anche essere installata su hard disk come un normale sistema operativo.
Esistono due edizioni principali di Knoppix: l'edizione tradizionale su Compact Disc (700 megabyte) che dalla versione 6 adotta LXDE come interfaccia grafica e l'edizione “Maxi” in DVD (4.7 gigabyte) con KDE, GNOME e LXDE.

## Peculiarità
Un file system compresso cloop consente la memorizzazione di quasi 2 gigabyte di software libero in cd-rom da 700 megabyte, includendo dunque numerose applicazioni per l'ufficio, per la rete e per gli utilizzi più disparati. La compressione piuttosto che rallentare l'avvio delle applicazioni sembra velocizzarlo, superando il collo di bottiglia della lettura da cd-rom, riducendo infatti la quantità di dati da leggerne.
Nelle versioni più recenti è stata introdotta la possibilità di installare ulteriori pacchetti software direttamente da internet sempre in modalità live grazie all'integrazione di un nuovo tipo di filesystem, denominato UnionFS, che effettua appunto l'unione delle differenze tra il filesystem del cd-rom, compresso e di sola lettura, con il filesystem caricato nella memoria RAM e utilizzabile in lettura e scrittura.

## Localizzazione

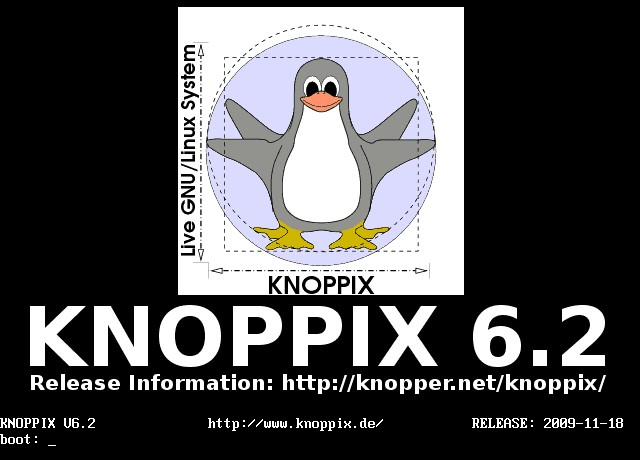
Knoppix boot screen

Knoppix come ogni buona distribuzione Linux incorpora al suo interno diverse funzioni multilingua, tra le quali anche il supporto per l'Italiano. Alla schermata di boot digitare il comando:
```
knoppix lang=it
```

sarà possibile utilizzare il layout di tastiera italiano e alcune parti dell'interfaccia saranno tradotte. Al momento dell'inserimento delle opzioni di avvio il layout attivo è quello americano, quindi per inserire il carattere = con una tastiera italiana bisogna premere il tasto ì.
Lo sviluppo della versione completamente tradotta in italiano, conosciuta come knopILS, è stato interrotto.
Dalla versione 6.7.0 con l'utilizzo del sopracitato comando si avrà praticamente l'intero sistema Italianizzato, tranne LibreOffice che può essere tradotto con l'apposito pacchetto.

## Derivati
La fama di Knoppix è alimentata dal fatto che moltissime distribuzioni Live cd/dvd sono sue derivate.
Ad esempio Damn Small Linux in soli 50 Mb riusciva ad avere due o tre programmi per ogni (spartana) necessità.
Tra tutte, da notare Gnoppix, che al posto di LXDE presenta il Desktop Environment GNOME; dal 2005 però tale distribuzione si basa su Ubuntu. Altra distribuzione derivata è stata Whoppix, che però è stata riprogettata su SLAX a partire dalla versione 3.0 (ribattezzata WHAX).
Il progetto Knoppix, inoltre, ha dato vita a tutta una serie di distribuzioni "orientate" a categorie particolari di utenti, molte aggiornate fino al 2010.
Tra tutte possiamo ricordare Eduknoppix (v. 6.1 del 2016) e Freeduc-CD (v. 1.7 del 2007) sviluppate appositamente per la scuola e dotate di molti applicativi specifici per la familiarizzazione con le materie scientifiche, GameKnoppix (ultima versione 4.0.3 nel 2005) orientata ai giochi, SNAPPIX distribuzione orientata alla programmazione Java (v. 0.8 del 2005), ma anche Monoppix, OVERCLOCKIX, Quantian per l'analisi numerica, Knoppix STD (v 0.1 del 2004) orientata alla sicurezza delle reti, PelicanHPC (originariamente denominata ParallelKnoppix) per la creazione rapida di cluster HPC, ecc.
Nel 2003 è stata introdotta la prima versione di Knoppix per chiavetta USB: l'aspetto grafico e le funzionalità erano le stesse per l'utente, ma era possibile fare il boot del sistema.

Per l'utilizzo come distribuzione fissa era invece nata Kanotix inizialmente basata su knoppix con la caratteristica di velocizzare i tempi di avvio da disco rigido rispetto ad essa. La distribuzione tuttavia ha ultimamente cambiato rotta basandosi su Debian-Sid.

### Knoppix 8.0.0
La versione 8.0.0 può essere installata sia sui computer con processore a 64 bit (e con almemo 4 giga di RAM), che su quelli a 32 bit. Durante l'installazione il programma da solo riconosce il tipo di processore e installa la versione corretta. L'avvio consente di scegliere:
- il dual boot con Windows (o altri sistemi operativi residenti nell'unità di avvio): ad ogni avvio l'utente sceglierà quale sistema operativo usare;
- e a seguire uno dei tre possibili ambienti desktop: 
  - LXDE (opzione predefinita), oppure di cambiare per
  - KDE v. 5.8.4,
  - GNOME versione 3.22 ufficiale del progetto GNU, gestore di finestre più famigliare e facile per chi proviene da Windows, è un ambiente sia desktop che di sviluppo software integrato.

La versione 8.0.0. contiene A.D.R.IA.N.E. progettata per le esigenze di un diversamente abile, ad esempio per i non vedenti, e che in precedenza era una distribuzione separata.
Knoppix 8.0 supporta la gestione di finestre 3D (tramite Compiz 0.9.13), la modellazione 3D con animazioni, ancora in beta le gestione di un portafoglio in criptovaluta Bitcoin tramite il diffuso Electrum (che accetta solo Bitcoin), basato su un algoritmo di crittografia a chiave simmetrica e P2P, con  hash di nome BLAKE2 e chiave di 256 bit. Infine, l'emulatore Wine permette di far funzionare i programmi di Microsoft Windows (Office, ecc) mentre si tiene aperto il sistema operativo Linux.
Knoppix si è caratterizzato fin dagli anni 2000 per la facilità d'uso e di avvio, anche nella eventuale scelta di installazione direttamente sul PC. Può essere avviato da flash-USB (una chiave USB, un cellulare con una memoria MicroSD, una videocamera con cavo micro-USB): la velocità dichiarata da knopper.net è in questo caso cinque volte maggiore del boot da CD o DVD. 

Nei computer in produzione dal 2010, con l'avvio da USB il BIOS può essere sostituito dal Unified Extensible Firmware Interface e da Secure Boot.
Qualsiasi computer che stia utilizzando Knoppix può salvare il programma di avvio seguendo una procedura guidata. 

Knoppix aveva la particolarità di poter essere installato come un comune programma eseguibile da chiavetta USB mentre era aperto Windows, creava un'area di partizione (D:/) nello spazio libero dell'hard-disk dove risiedeva ed era scompattato Knoppix. Riavviando il PC, l'utente trovava una schermata a linea di comando (in stile DOS), con la scelta fra i due sistemi operativi.

## Installazione

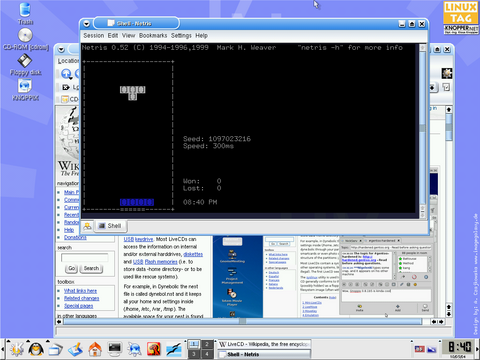
Knoppix 3.6

L'installazione su hard disk è sconsigliata agli utenti inesperti (Knoppix Documentation Wiki). Le caratteristiche minime per far funzionare Knoppix sono molto modeste, elemento questo che lo rende utilizzabile praticamente su tutti i computer.
- Microprocessore Intel-compatible (i486 o successivo);
- 32 MB di RAM per la modalità testuale, o almeno 96 MB per la modalità grafica con LXDE. Per utilizzare i vari programmi di produttività sono consigliabili almeno 128 MB di RAM;
- Un lettore CD-ROM;
- Una scheda grafica standard compatibile SVGA;
- Un mouse (interfaccia serial, PS/2, IMPS/2 o USB).

Essendo derivata da Debian (è una Custom Debian, 100% compliant), può venir usata per avere una installazione veloce e completa della Debian stessa. Una volta installata su disco fisso infatti, tramite il tool messo a disposizione all'interno del CD, si può utilizzare apt-get per terminare l'installazione degli eventuali pacchetti mancanti. È inoltre possibile "installare" pacchetti anche da live-cd. Questa funzione, però, è funzionante solo nelle ultime versioni che, grazie ad un nuovo file system (in via di sviluppo) che utilizza la RAM come disco fisso virtuale, permette di installare nuovi pacchetti e di utilizzarli.
Per l'installazione da CD o DVD live, è sufficiente digitare "knoppix-installer" nel terminale (da root) e seguire la procedura guidata.
Nelle ultime versioni è possibile creare una pen-drive USB Live dal menù Preferenze > Installa Knoppix su Flash disk.